# Saint-Exupéry-les-Roches
 Saint-Exupéry-les-Roches  (en occitano Sent Sepieri) es una comuna y población de Francia, en la región de Lemosín, departamento de Corrèze, en el distrito de Ussel y cantón de Ussel-Est.
Su población en el censo de 2008 era de 537 habitantes.
Está integrada en la Communauté de communes Ussel-Meymac-Haute-Corrèze .

## Demografía
| 676 | 564 | 509 | 474 | 515 | 529 | 537 |
| Para los censos de 1962 a 1999 la población legal corresponde a la población sin duplicidades (Fuente: INSEE [Consultar]) |     |     |     |     |     |     |